# Papilio tolus
Papilio tolus is een vlinder uit de familie van de pages (Papilionidae). De wetenschappelijke naam van de soort is voor het eerst geldig gepubliceerd in 1890 door Frederick DuCane Godman & Osbert Salvin. Dit taxon wordt wel beschouwd als een ondersoort van Papilio torquatus.